# Vesse-de-loup de Curtis
Lycoperdon curtisii
Espèce
La Vesse-de-loup de Curtis, (Lycoperdon curtisii), est une espèce de champignons basidiomycètes de la famille des Agaricaceae (ou des Lycoperdaceae selon les classifications).